# Liste der Mitglieder des US-Repräsentantenhauses aus Colorado

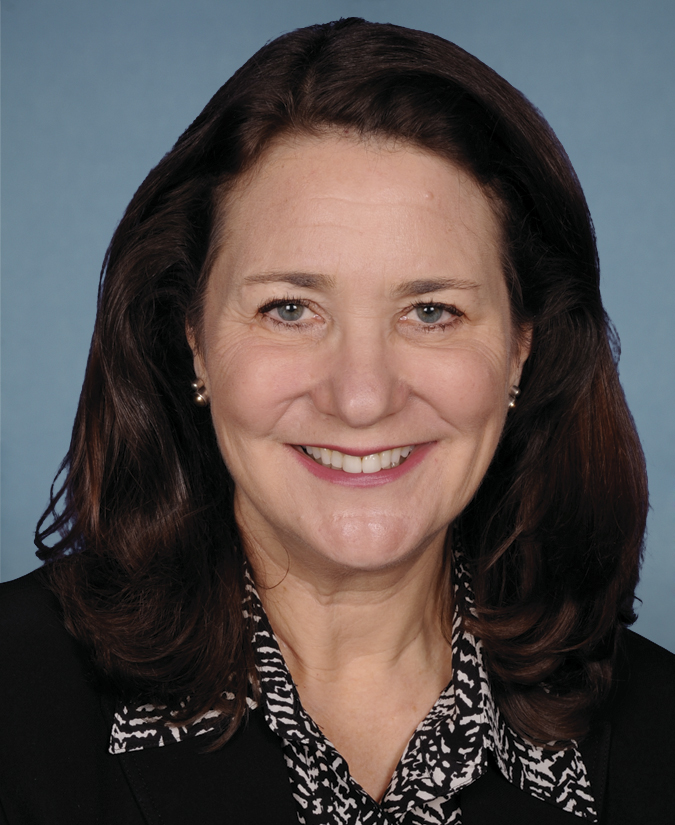
Diana DeGette, derzeitige Vertreterin des ersten Kongresswahlbezirks von Colorado

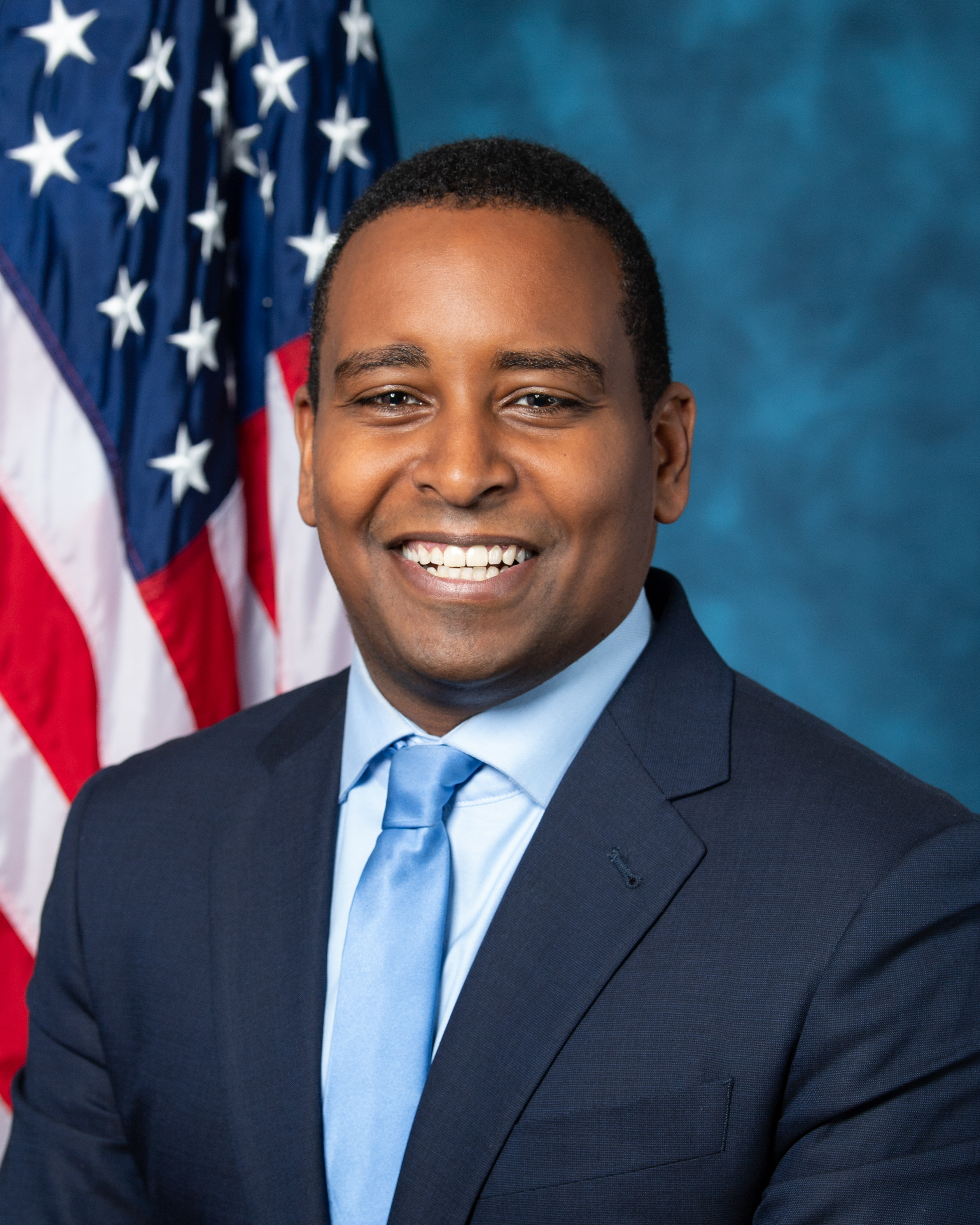
Joe Neguse, derzeitiger Vertreter des zweiten Kongresswahlbezirks von Colorado

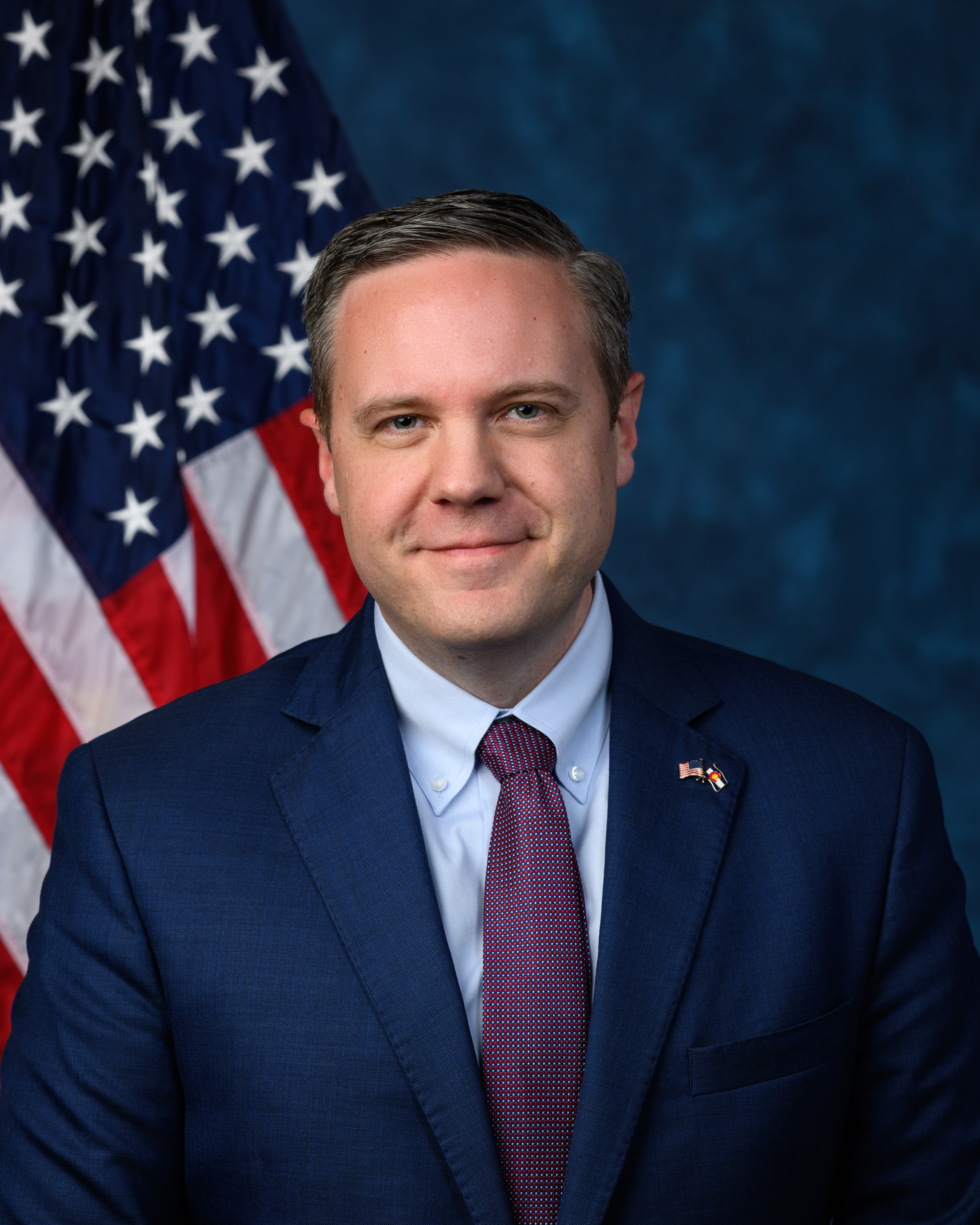
Jeff Hurd, derzeitiger Vertreter des dritten Kongresswahlbezirks von Colorado

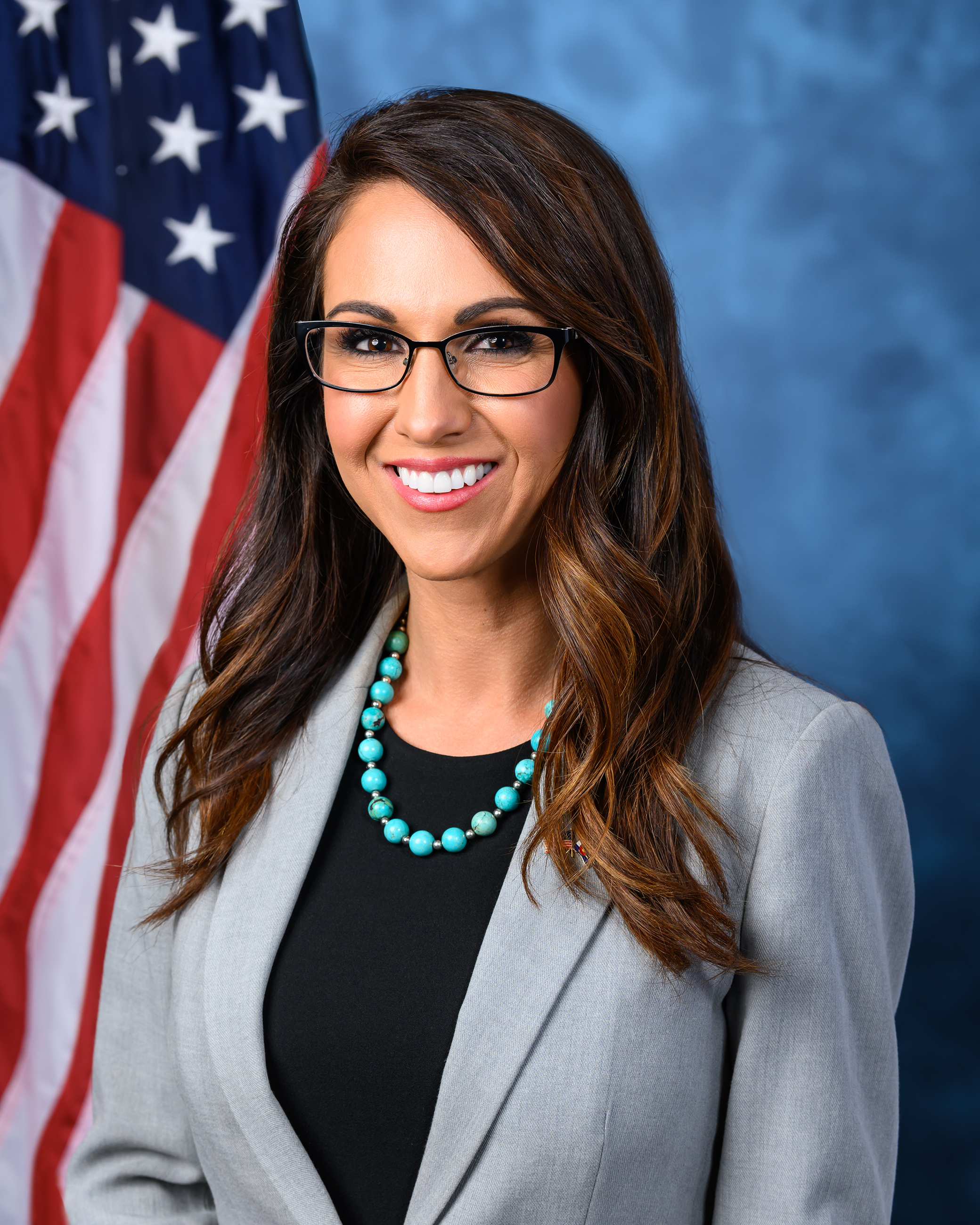
Lauren Boebert, derzeitige Vertreterin des vierten Kongresswahlbezirks von Colorado

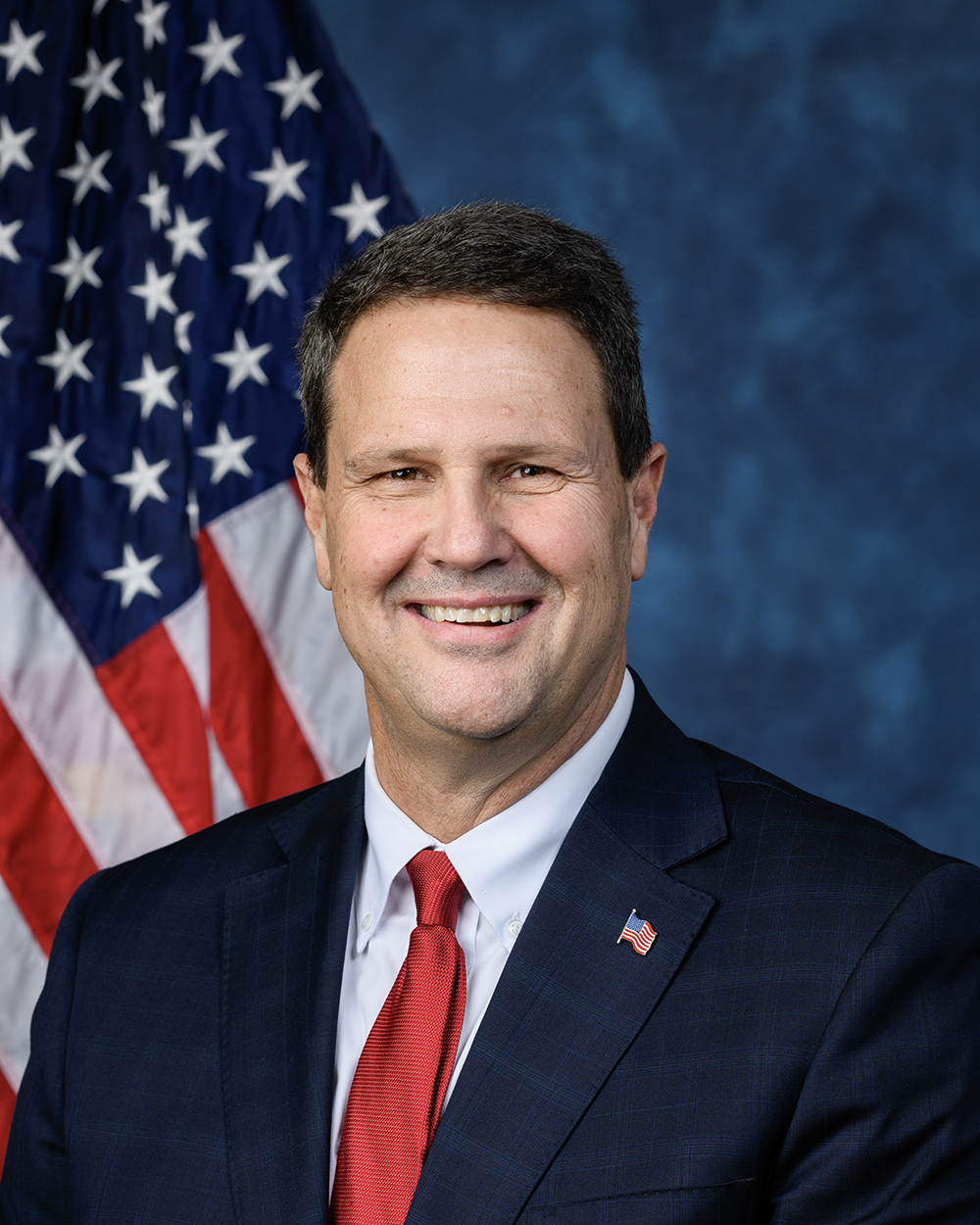
Jeff Crank, derzeitiger Vertreter des fünften Kongresswahlbezirks von Colorado

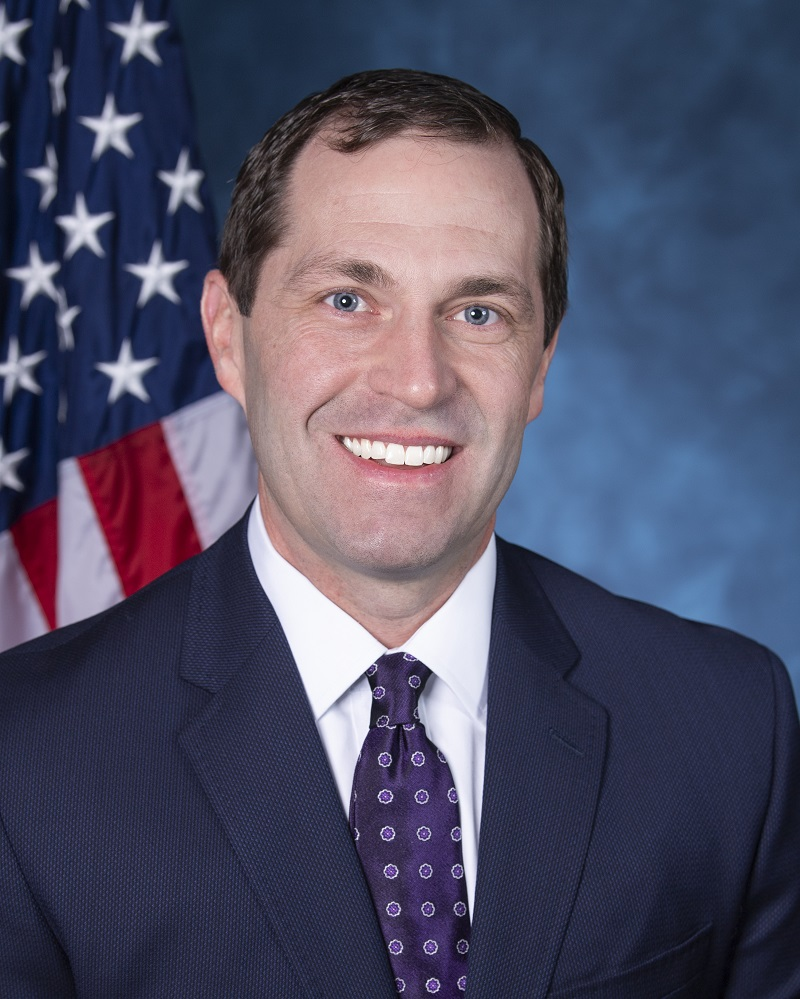
Jason Crow, derzeitiger Vertreter des sechsten Kongresswahlbezirks von Colorado

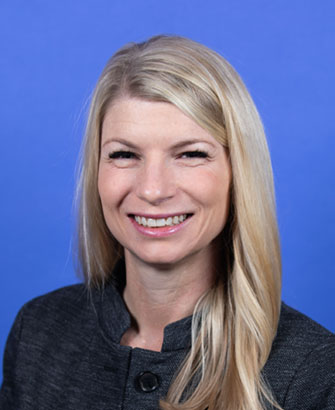
Brittany Pettersen, derzeitige Vertreterin des siebten Kongresswahlbezirks von Colorado

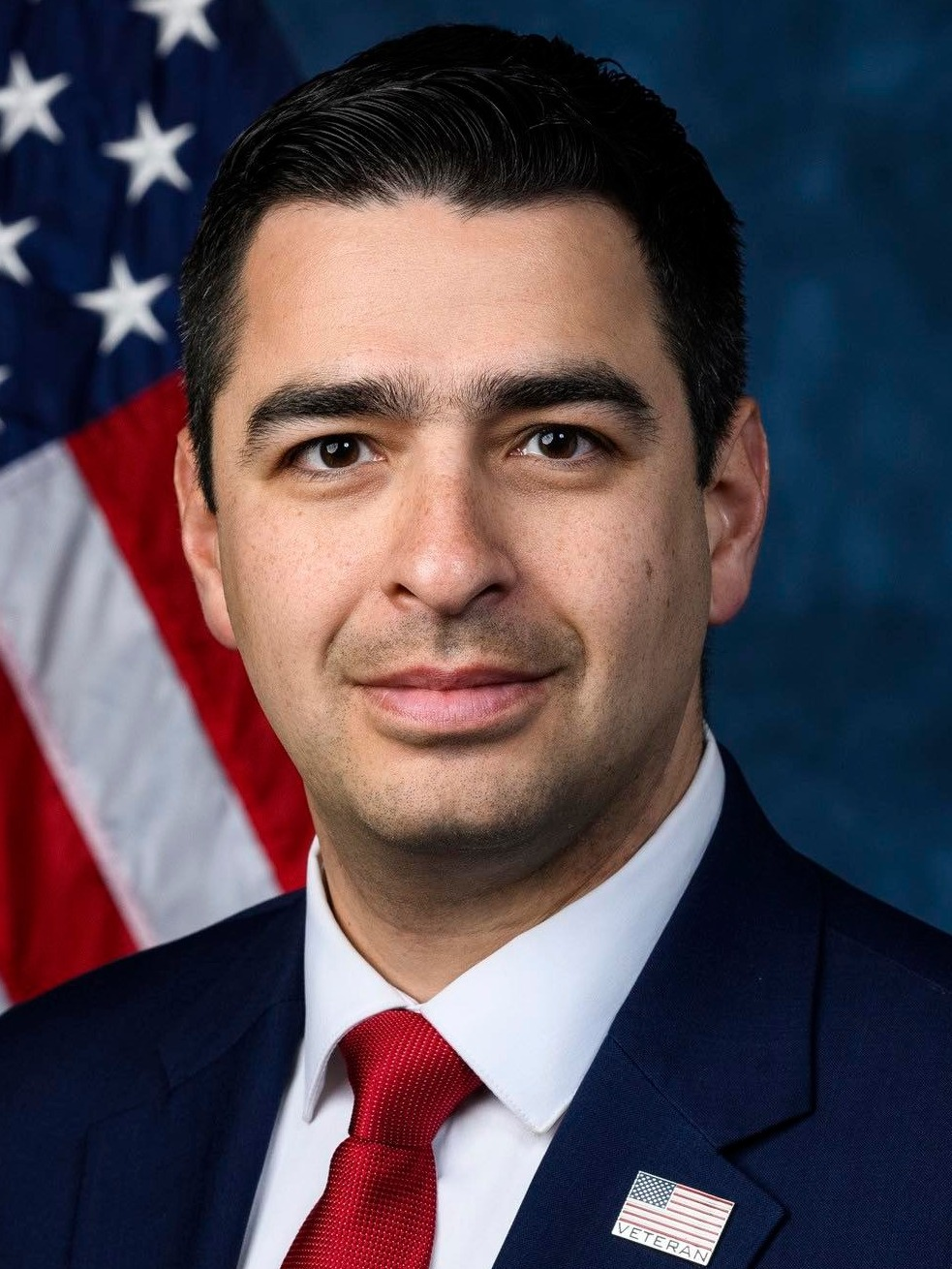
Gabe Evans, derzeitiger Vertreter des achten Kongresswahlbezirks von Colorado

Diese Liste führt alle Politiker auf, die seit 1861 für das Colorado-Territorium und später für den Bundesstaat Colorado dem Repräsentantenhaus der Vereinigten Staaten angehört haben. Nachdem Colorado anfangs nur einen Abgeordneten nach Washington entsandt hatte, ist die Zahl der Kongressmitglieder aufgrund der relativen Bevölkerungszunahme des Bundesstaats inzwischen auf acht gestiegen, die jeweils getrennt nach Wahlbezirken gewählt werden. Zwischen 1903 und 1915 wurde das dritte Mandat in einer staatsweiten Wahl („at large“) vergeben, bei der Wahl im Jahr 1913 auch zum einzigen Mal das vierte Mandat.

## Delegierte des Colorado-Territoriums (1861–1876)
| Name                       | Amtszeit                       | Partei       |
| -------------------------- | ------------------------------ | ------------ |
| Hiram Pitt Bennet          | 19. August 1861 – 3. März 1865 | Republikaner |
| Allen Alexander Bradford   | 4. März 1865 – 3. März 1867    | Republikaner |
| George Miles Chilcott      | 4. März 1867 – 3. März 1869    | Republikaner |
| Allen Alexander Bradford   | 4. März 1869 – 3. März 1871    | Republikaner |
| Jerome Bunty Chaffee       | 4. März 1871 – 3. März 1875    | Republikaner |
| Thomas MacDonald Patterson | 4. März 1875 – 1. August 1876  | Demokrat     |

## 1. Sitz (seit 1876)
| Name                          | Amtszeit                            | Partei         |
| ----------------------------- | ----------------------------------- | -------------- |
| James Burns Belford           | 3. Oktober 1876 – 13. Dezember 1877 | Republikaner   |
| Thomas MacDonald Patterson    | 13. Dezember 1877 – 3. März 1879    | Demokrat       |
| James Burns Belford           | 4. März 1879 – 3. März 1885         | Republikaner   |
| George Gifford Symes          | 4. März 1885 – 3. März 1889         | Republikaner   |
| Hosea Townsend                | 4. März 1889 – 3. März 1893         | Republikaner   |
| Lafayette Pence               | 4. März 1893 – 3. März 1895         | Populist Party |
| John Franklin Shafroth        | 4. März 1895 – 15. Februar 1904     | Republikaner   |
| Robert William Bonynge        | 16. Februar 1904 – 3. März 1909     | Republikaner   |
| Atterson Walden Rucker        | 4. März 1909 – 3. März 1913         | Demokrat       |
| George John Kindel            | 4. März 1913 – 3. März 1915         | Demokrat       |
| Benjamin Clark Hilliard       | 4. März 1915 – 3. März 1919         | Demokrat       |
| William Newell Vaile          | 4. März 1919 – 2. Juli 1927         | Republikaner   |
| vakant                        | 2. Juli 1927 – 15. November 1927    |                |
| Sebastian Harrison White      | 15. November 1927 – 3. März 1929    | Demokrat       |
| William Robb Eaton            | 4. März 1929 – 3. März 1933         | Republikaner   |
| Lawrence Lewis                | 4. März 1933 – 9. Dezember 1943     | Demokrat       |
| vakant                        | 9. Dezember 1943 – 7. März 1944     |                |
| Dean Milton Gillespie         | 7. März 1944 – 3. Januar 1947       | Republikaner   |
| John Albert Carroll           | 3. Januar 1947 – 3. Januar 1951     | Demokrat       |
| Byron Giles Rogers            | 3. Januar 1951 – 3. Januar 1971     | Demokrat       |
| James Douglas McKevitt        | 3. Januar 1971 – 3. Januar 1973     | Republikaner   |
| Patricia Nell Scott Schroeder | 3. Januar 1973 – 3. Januar 1997     | Demokrat       |
| Diana Louise DeGette          | seit 3. Januar 1997                 | Demokrat       |

## 2. Sitz (seit 1893)
| Name                       | Amtszeit                        | Partei         |
| -------------------------- | ------------------------------- | -------------- |
| John Calhoun Bell          | 4. März 1893 – 3. März 1903     | Populist Party |
| Herschel Millard Hogg      | 4. März 1903 – 3. März 1907     | Republikaner   |
| Warren Armstrong Haggott   | 4. März 1907 – 3. März 1909     | Republikaner   |
| John Andrew Martin         | 4. März 1909 – 3. März 1913     | Demokrat       |
| Harry Hunter Seldomridge   | 4. März 1913 – 3. März 1915     | Demokrat       |
| Charles Bateman Timberlake | 4. März 1915 – 3. März 1933     | Republikaner   |
| Fred Nelson Cummings       | 4. März 1933 – 3. Januar 1941   | Demokrat       |
| William Silas Hill         | 3. Januar 1941 – 3. Januar 1959 | Republikaner   |
| Byron Lindberg Johnson     | 3. Januar 1959 – 3. Januar 1961 | Demokrat       |
| Peter Hoyt Dominick        | 3. Januar 1961 – 3. Januar 1963 | Republikaner   |
| Donald Glenn Brotzman      | 3. Januar 1963 – 3. Januar 1965 | Republikaner   |
| Roy Harrison McVicker      | 3. Januar 1965 – 3. Januar 1967 | Demokrat       |
| Donald Glenn Brotzman      | 3. Januar 1967 – 3. Januar 1975 | Republikaner   |
| Timothy E. Wirth           | 3. Januar 1975 – 3. Januar 1987 | Demokrat       |
| David Evans Skaggs         | 3. Januar 1987 – 3. Januar 1999 | Demokrat       |
| Mark Emery Udall           | 3. Januar 1999 – 3. Januar 2009 | Demokrat       |
| Jared Schutz Polis         | 3. Januar 2009 – 3. Januar 2019 | Demokrat       |
| Joseph Neguse              | seit 3. Januar 2019             | Demokrat       |

## 3. Sitz (seit 1903)
| Name                    | Amtszeit                             | Partei       |
| ----------------------- | ------------------------------------ | ------------ |
| Franklin Eli Brooks     | 4. März 1903 – 3. März 1907          | Republikaner |
| George Washington Cook  | 4. März 1907 – 3. März 1909          | Republikaner |
| Edward Thomas Taylor    | 4. März 1909 – 3. März 1913          | Demokrat     |
| Edward Keating          | 4. März 1913 – 3. März 1919          | Demokrat     |
| Guy Urban Hardy         | 4. März 1919 – 3. März 1933          | Republikaner |
| John Andrew Martin      | 4. März 1933 – 23. Dezember 1939     | Demokrat     |
| vakant                  | 23. Dezember 1939 – 5. November 1940 |              |
| William Evans Burney    | 5. November 1940 – 3. Januar 1941    | Demokrat     |
| John Edgar Chenoweth    | 3. Januar 1941 – 3. Januar 1949      | Republikaner |
| John Henry Marsalis     | 3. Januar 1949 – 3. Januar 1951      | Demokrat     |
| John Edgar Chenoweth    | 3. Januar 1951 – 3. Januar 1965      | Republikaner |
| Frank Edward Evans      | 3. Januar 1965 – 3. Januar 1979      | Demokrat     |
| Raymond Peter Kogovsek  | 3. Januar 1979 – 3. Januar 1985      | Demokrat     |
| Michael Lathrop Strang  | 3. Januar 1985 – 3. Januar 1987      | Republikaner |
| Ben Nighthorse Campbell | 3. Januar 1987 – 3. Januar 1993      | Demokrat     |
| Scott Steve McInnis     | 3. Januar 1993 – 3. Januar 2005      | Republikaner |
| John Tony Salazar       | 3. Januar 2005 – 3. Januar 2011      | Demokrat     |
| Scott R. Tipton         | 3. Januar 2011 – 3. Januar 2021      | Republikaner |
| Lauren Opal Boebert     | 3. Januar 2021– 3. Januar 2025       | Republikaner |
| Jeffrey Stephen Hurd    | seit 3. Januar 2025                  | Republikaner |

## 4. Sitz (seit 1913)
| Name                   | Amtszeit                             | Partei       |
| ---------------------- | ------------------------------------ | ------------ |
| Edward Thomas Taylor   | 4. März 1913 – 3. September 1941     | Demokrat     |
| vakant                 | 3. September 1941 – 9. Dezember 1941 |              |
| Robert Fay Rockwell    | 9. Dezember 1941 – 3. Januar 1949    | Republikaner |
| Wayne Norviel Aspinall | 3. Januar 1949 – 3. Januar 1973      | Demokrat     |
| James Paul Johnson     | 3. Januar 1973 – 3. Januar 1981      | Republikaner |
| George Hanks Brown     | 3. Januar 1981 – 3. Januar 1991      | Republikaner |
| Alan Wayne Allard      | 3. Januar 1991 – 3. Januar 1997      | Republikaner |
| Robert Warren Schaffer | 3. Januar 1997 – 3. Januar 2003      | Republikaner |
| Marilyn Neoma Musgrave | 3. Januar 2003 – 3. Januar 2009      | Republikaner |
| Elizabeth Helen Markey | 3. Januar 2009 – 3. Januar 2011      | Demokrat     |
| Cory Scott Gardner     | 3. Januar 2011 – 3. Januar 2015      | Republikaner |
| Kenneth R. Buck        | 3. Januar 2015 – 22. März 2024       | Republikaner |
| vakant                 | 22. März 2024 – 8. Juli 2024         |              |
| Greg Lopez             | 8. Juli 2024 – 3. Januar 2025        | Republikaner |
| Lauren Opal Boebert    | seit 3. Januar 2025                  | Republikaner |

## 5. Sitz (seit 1973)
| Name                     | Amtszeit                        | Partei       |
| ------------------------ | ------------------------------- | ------------ |
| William Lester Armstrong | 3. Januar 1973 – 3. Januar 1979 | Republikaner |
| Kenneth Bentley Kramer   | 3. Januar 1979 – 3. Januar 1987 | Republikaner |
| Joel Maurice Hefley      | 6. Januar 1987 – 3. Januar 2007 | Republikaner |
| Douglas Lawrence Lamborn | 3. Januar 2007 – 3. Januar 2025 | Republikaner |
| Jeffrey George Crank     | seit 3. Januar 2025             | Republikaner |

## 6. Sitz (seit 1983)
| Name                   | Amtszeit                        | Partei       |
| ---------------------- | ------------------------------- | ------------ |
| Daniel Schaefer        | 29. März 1983 – 3. Januar 1999  | Republikaner |
| Thomas Gerard Tancredo | 3. Januar 1999 – 3. Januar 2009 | Republikaner |
| Michael Harold Coffman | 3. Januar 2009 – 3. Januar 2019 | Republikaner |
| Jason A. Crow          | seit 3. Januar 2019             | Demokraten   |

## 7. Sitz (seit 2003)
| Name                      | Amtszeit                        | Partei       |
| ------------------------- | ------------------------------- | ------------ |
| Robert Louis Beauprez     | 3. Januar 2003 – 3. Januar 2007 | Republikaner |
| Edwin George Perlmutter   | 3. Januar 2007 – 3. Januar 2023 | Demokrat     |
| Brittany Louise Pettersen | seit 3. Januar 2023             | Demokrat     |

## 8. Sitz (seit 2023)
| Name           | Amtszeit                        | Partei       |
| -------------- | ------------------------------- | ------------ |
| Yadira Caraveo | 3. Januar 2023 – 3. Januar 2025 | Demokrat     |
| Gabe Evans     | seit 3. Januar 2025             | Republikaner |